# Sérgio Antônio Soler de Oliveira Júnior
Sérgio Antônio Soler de Oliveira Júnior (født 15. marts 1995) er en brasiliansk fodboldspiller.